# Otomys typus
Otomys typus é uma espécie de roedor da família Muridae.
Apenas pode ser encontrada na Etiópia.
Os seus habitats naturais são: regiões subtropicais ou tropicais húmidas de alta altitude, matagal tropical ou subtropical de alta altitude e campos de altitude subtropicais ou tropicais.
Está ameaçada por perda de habitat.